# Queens Logic
Queens Logic is een Amerikaanse tragikomedie uit 1991 van Seven Arts Pictures met in de hoofdrollen Kevin Bacon, Linda Fiorentino, Joe Mantegna, Jamie Lee Curtis, John Malkovich, Ken Olin, Chloe Webb, Tom Waits en Tony Spiridakis, die ook het scenario schreef. De film werd geregisseerd door Steve Rash.

## Verhaal
De film vertelt het verhaal van een groep jeugdvrienden, ondertussen allemaal dertigers, uit Astoria (Queens) die samenkomen om het vrijgezellenfeest van Ray en Patricia te vieren. Ze worden daarbij geconfronteerd met de volwassenheid en met de betekenis van vriendschap, loyaliteit en liefde.
Ray, het hoofdpersonage, en zijn jeugdvrienden Al, Dennis en Vinny  worstelen met bindingsproblemen in hun romantische relaties. Eliot is een homoseksueel die later bij het vriendengroepje gekomen is en zich vooral eenzaam voelt. Al en zijn vrouw Carla hebben ernstige huwelijksproblemen, voornamelijk vanwege zijn vrolijke, onvolwassen persoonlijkheid. Ray is bang voor het effect dat zijn nakend huwelijk met Patricia zou kunnen hebben op zijn ambitieuze olieverfcarrière. Vinny is een worstelende acteur die disfunctionele onenightstands heeft en naar iets betekenisvollers verlangt. Dennis is een muzikant die naar Hollywood verhuisde om de grote hit te maken. Zijn opschepperij neemt af als hij geconfronteerd wordt met de problemen die hij in Queens heeft achtergelaten.

## Rolverdeling
| Acteur           | Personage |
| ---------------- | --------- |
| Kevin Bacon      | Dennis    |
| Linda Fiorentino | Carla     |
| John Malkovich   | Eliot     |
| Joe Mantegna     | Al        |
| Ken Olin         | Ray       |
| Tony Spiridakis  | Vinny     |
| Tom Waits        | Monte     |
| Chloe Webb       | Patricia  |
| Jamie Lee Curtis | Grace     |
| Michael Zelniker | Marty     |
| Kelly Bishop     | Maria     |
| Terry Kinney     | Jeremy    |

## Première en ontvangst
Alhoewel de film in 1989 gedraaid werd, vond de première pas plaats in februari 1991 in een beperkt aantal bioscoopzalen. Queens Logic kreeg ondanks zijn indrukwekkende rolbezetting overwegend negatieve kritieken en was ook aan de kassa geen succes. De film behaalde een score van 30% (10 recensies) op Rotten Tomatoes.
In het Verenigd Koninkrijk werd de film rechtstreeks op video uitgebracht.